# Паризькі таємниці (фільм, 1962)
«Паризькі таємниці» (фр. Les mystères de Paris) — французький кінофільм 1962 року з Жаном Маре у головній ролі. Вільна екранізація однойменного роману Ежена Сю, що в 1840-х роках скорив всю Європу.

## Сюжет
Головний герой фільму — маркіз Родольф де Самбрей, якого грає Жан Маре. Йому передстоїть лиходій барон де Лансиньяк. У Родольфа є подруга Ірен, яка дещо коливається між чесним, але не казково багатим Родольфом і безчесним Лансиньяком.
Одного разу, беручи участь у вуличних перегонах на каретах, Родольф наїжджає на старого бідняка. Бідняк виявляється живий і каже, що не постраждав. Родольф дає йому свій гаманець з грошима. Надалі бідняк вмирає, його вдові з юною дочкою Марі немає на що жити. У пошуках роботи Марі пропадає. В справі замішана зла «Сова» — власниця нічного кубла. Родольф переодягається простолюдином і вирушає на «дно» Парижа, намагається розшукати і врятувати дівчину, потрапляючи в різні неприємності — підступи йому чинять Лансиньяк, «Сова» та їх помічники-бандити.

## В ролях
- Жан Маре — маркіз Родольф де Самбрей (радянський дубляж — Олексій Консовський)
- Джилл Ховарт — Марі Придатний (радянський дубляж — Роза Макагонова)
- Дані Робен — Ірен (радянський дубляж — Ніна Зорская)
- Раймон Пеллегрен — барон де Лансиньяк (радянський дубляж — Володимир Кенігсон)
- П'єр Монді — «Баламут» (радянський дубляж — Юрій Саранцев)
- Ноель Роквер — Піпл (радянський дубляж — Сергій Цейц)
- Жорж Шамара — Жером (радянський дубляж — Сергій Мартінсон)
- Ален Декок — Фанфан (радянський дубляж — Володимир Прокоф'єв)
- Рене Гарде — «Сова» (радянський дубляж — Олена Понсова)
- Жан Ле Пулен — «Учитель» (радянський дубляж — Ян Янакієв)
- Мадлен Барбюле — мадам Придатний, мати Марі
- Гі Делорм — інспектор поліції